# Balagondanahalli, Kanakapura
Balagondanahalli là một làng thuộc tehsil Kanakapura, huyện Ramanagara, bang Karnataka, Ấn Độ.